# 서중석 (법의학자)
서중석은 대한민국의 법의학자이다.

## 학력
- ~ 1983년: 중앙대학교 학사
- 중앙대학교 대학원 의학 박사

## 경력
- 1991년 11월: 국립과학수사연구원 법의원
- 2000년 8월: 국립과학수사연구원 중부분원장
- 2005년 12월: 국립과학수사연구원 법의학부장
- 2012년 7월 ~: 제12대 국립과학수사연구원장, 한국법과학회 부회장, 대한법의학회 감사, 대한법의학회 총무이사, 감식연구회장

## 상훈
- 2009년: 제61회 과학수사 대상